# Большеалгашинское сельское поселение
Большеалга́шинское се́льское поселе́ние (чув. Мăн Улхаш ял тăрăхĕ) — упразднённое муниципальное образование в Шумерлинском районе Чувашии Российской Федерации.
Административный центр — село Большие Алгаши.
Законом Чувашской Республики от 14.05.2021 № 31 к 24 мая 2021 году упразднено в связи с преобразованием Шумерлинского района в муниципальный округ.

## История
Статус и границы сельского поселения установлены Законом Чувашской Республики от 24 ноября 2004 года № 37 «Об установлении границ муниципальных образований Чувашской Республики и наделении их статусом городского, сельского поселения, муниципального района и городского округа».

## Население
| 2010 | 2012 | 2013 | 2014 | 2015 | 2016 | 2017 |
| ---- | ---- | ---- | ---- | ---- | ---- | ---- |
| 782  | ↗783 | ↗799 | ↘766 | ↘727 | ↘672 | ↘622 |
| 2018 | 2019 | 2020 | 2021 |      |      |      |
| ↘593 | ↘563 | ↘533 | ↘507 |      |      |      |

## Состав сельского поселения
| № | Населённый пункт | Тип населённого пункта       | Население |
| - | ---------------- | ---------------------------- | --------- |
| 1 | Ахмасиха         | выселок                      | ↘5        |
| 2 | Большие Алгаши   | село, административный центр | ↗586      |
| 3 | Дубовка          | посёлок                      | ↗136      |
| 4 | Кабаново         | посёлок                      | ↗294      |
| 5 | Подборное        | посёлок                      | ↗41       |